# Thismia crocea
Thismia crocea là một loài thực vật có hoa trong họ Burmanniaceae. Loài này được (Becc.) J.J.Sm. miêu tả khoa học đầu tiên năm 1909.